# Jasper Stuyven
Jasper Stuyven (* 17. dubna 1992) je belgický profesionální silniční cyklista jezdící za UCI WorldTeam Lidl–Trek.

## Kariéra

### Juniorská léta
Stuyven, jenž se narodil v Lovani, měl úspěšnou juniorskou kariéru. V roce 2009 ve věku 17 let vyhrál juniorský silniční závod na Mistrovství světa v silniční cyklistice. O rok později vyhrál další významné juniorské závody, a to Paříž–Roubaix Juniors a Remouchamps–Ferrières–Remouchamps.

### Počátky profesionální kariéry
Svou profesionální kariéru Stuyven odstartoval v týmu Bontrager–Livestrong. Za tým získal 4 vítězství, včetně celkového vítězství na Volta ao Alentejo.

### Trek Factory Racing (2014–)

#### Sezóna 2014
V roce 2014 se Stuyven připojil k UCI WorldTeamu Trek Factory Racing, ve věku 22 let. Během této sezóny se zúčastnil své vůbec první Grand Tour, a to Vuelty a España. Získal 3 čtvrtá místo v etapách a závod dokončil na devátém místě v bodovací soutěži.

#### Sezóna 2015
Sezóna 2015 Stuyvenovi přinesla jeho do té doby nejvýznamnější vítězství, když vyhrál zredukovaný hromadný sprint o vítězství v osmé etapě. V etapě však havaroval a zlomil si člunkovitou kost, kvůli čemuž byl donucen ze závodu odstoupit.

#### Sezóna 2016
V roce 2016 Stuyven vyhrál belgickou klasiku Kuurne–Brusel–Kuurne po sólo nástupu 17 km před cílem. Také získal pátou příčku na E3 Harelbeke. V červenci 2016 byl jmenován na startovní listině Tour de France 2016 a 3 dny nosil puntíkovaný dres pro nejlepšího vrchaře.

#### Sezóna 2017
Stuyven byl v sezóně 2017 součástí pětičlenné skupiny bojující o vítězství na Paříž–Roubaix. Ve finiši na velodromu v Roubaix získal čtvrté místo za vítězem Gregem Van Avermaetem (BMC Racing Team). V květnu 2017 se zúčastnil Gira d'Italia 2017. V šesté etapě Stuyven získal druhé místo za Silvanem Dillierem z týmu BMC Racing Team poté, co se dostal do pětičlenné úniku, který jel před pelotonem po většinu 217 km dlouhé etapy. Stuyven dokončil závod na celkovém 98. místě a na druhém místě v bodovací soutěži za Fernandem Gaviriou (Quick-Step Floors).

#### Sezóna 2018
V roce 2018 Stuyven získal umístění v top desítce ve většině jarních klasik, včetně 4. místa na Omloop Het Nieuwsblad a pátého místa na Paříž–Roubaix, kde byl ve stíhací skupině se Sepem Vanmarckem a obhájcem vítězství Gregem Van Avermaetem. Na Tour de France byl blízko k vítězství ve čtrnácté etapě, ale 3 km před cílem, na posledním stoupání dne, byl předjet Omarem Frailem. Za svůj výkon byl oceněn cenou bojovnosti. V září vyhrál jednodenní závody Grand Prix de Wallonie a Grote Prijs Jef Scherens, jenž se konal v jeho rodné Lovani.

#### Sezóna 2019
Na konci srpna Stuyven vyhrál etapový závod Deutschland Tour po zisku vedení v celkovém pořadí po třetí etapě. Svou skvělou formu si udržel do podzimních klasik, kde získal několik umístění v top desítce včetně dvou pódiových umístění na Grand Prix de Wallonie a Tour de l'Eurométropole.

#### Sezóna 2020
Před přerušením sezóny kvůli pandemii covidu-19 se Stuyvenovi dařilo. V úvodním víkendu belgické silničářské sezóny vyhrál klasiku Omloop Het Nieuwsblad před krajanem Yvesem Lampaertem a o den později dojel pátý na Kuurne–Brusel–Kuurne. Po restartu sezóny získal 2 pátá místa, a to na Circuito de Getxo a v silničním závodu mužů na mistrovství Evropy.

#### Sezóna 2021
20. března Stuyven vyhrál svůj první monument kariéry, a to Milán – San Remo. Stuyven zaútočil 3 km před cílem na začátku sjezdu z Poggia, posledního stoupání závodu. Nikdo z taktizujících favoritů se ho nehodlal stíhat, a tak se ke osamělému Stuyvenovi dotáhl v posledním kilometru Søren Kragh Andersen. Zatímco hlavní skupina rychle zkracovala náskok čelní skupinky, Stuyven 200 m před cílem zaútočil. Ačkoliv byl na limitu, dokázal protonu cílovou pásku na prvním místě přímo před stíhací skupinou vedenou Calebem Ewanem a obhájcem vítězství Woutem van Aertem.

## Osobní život
Stuyven studoval na Sint-Pieterscollege v Lovani. Mimo cyklistiku Stuyven vede společně se svým strýcem Ivanem, zkušeným čokolatérem, čokoládovnu v Betekomu nazvanou Chocolade Atelier Stuyven. Byla otevřena v roce 2016 a často nabízí produkty s cyklistickou tematikou.

## Hlavní výsledky
2009
Mistrovství světa
 vítěz silničního závodu juniorů
Giro della Toscana
2. místo celkově
Driedaagse van Axel
3. místo celkově
Keizer der Juniores
4. místo celkově
2010
vítěz Paříž–Roubaix Juniors
vítěz Remouchamps–Ferrières–Remouchamps
3 Giorni Orobica
vítěz 4. etapy
Mistrovství světa
 3. místo silniční závod juniorů
Driedaagse van Axel
4. místo celkově
vítěz 3. etapy
2011
2. místo Paříž–Roubaix Espoirs
2012
Cascade Classic
vítěz 3. etapy
7. místo Grand Prix de Wallonie
2013
Volta ao Alentejo
 celkový vítěz
 vítěz bodovací soutěže
 vítěz soutěže mladých jezdců
vítěz 2. etapy
Tour de Beauce
vítěz 1. etapy
3. místo Grote Prijs Jef Scherens
3. místo Lutych–Bastogne–Lutych Espoirs
2015
Vuelta a España
vítěz 8. etapy
2016
vítěz Kuurne–Brusel–Kuurne
5. místo E3 Harelbeke
9. místo Omloop Het Nieuwsblad
Tour de France
lídr  po etapách 2 – 4
 cena bojovnosti po 2. etapě
2017
2. místo Kuurne–Brusel–Kuurne
Národní šampionát
3. místo silniční závod
BinckBank Tour
3. místo celkově
vítěz 7. etapy
4. místo Paříž–Roubaix
5. místo Brussels Cycling Classic
6. místo Japan Cup
7. místo Eschborn–Frankfurt – Rund um den Finanzplatz
7. místo EuroEyes Cyclassics
8. místo Omloop Het Nieuwsblad
2018
vítěz Grand Prix de Wallonie
vítěz Grote Prijs Jef Scherens
2. místo Brussels Cycling Classic
Národní šampionát
3. místo silniční závod
3. místo Grand Prix Cycliste de Québec
3. místo Kampioenschap van Vlaanderen
4. místo Omloop Het Nieuwsblad
5. místo Paříž–Roubaix
6. místo E3 Harelbeke
7. místo Kolem Flander
9. místo Gent–Wevelgem
9. místo Halle–Ingooigem
BinckBank Tour
10. místo celkově
vítěz 4. etapy
10. místo Milán – San Remo
10. místo Dwars door Vlaanderen
10. místo Tour de l'Eurométropole
Tour de France
 cena bojovnosti po 14. etapě
2019
Deutschland Tour
 celkový vítěz
2. místo Grand Prix de Wallonie
3. místo Tour de l'Eurométropole
4. místo RideLondon–Surrey Classic
5. místo Grand Prix Cycliste de Québec
5. místo Brussels Cycling Classic
6. místo Binche–Chimay–Binche
6. místo Grand Prix de Fourmies
2020
vítěz Omloop Het Nieuwsblad
Mistrovství Evropy
5. místo silniční závod
5. místo Kuurne–Brusel–Kuurne
5. místo Circuito de Getxo
2021
vítěz Milán – San Remo
3. místo Paříž–Tours
3. místo Primus Classic
Mistrovství světa
4. místo silniční závod
4. místo Kolem Flander
Benelux Tour
7. místo celkově
7. místo Bretagne Classic
10. místo Dwars door Vlaanderen
2022
4. místo Gent–Wevelgem
7. místo Paříž–Roubaix
Danmark Rundt
9. místo celkově
9. místo Classic Brugge–De Panne
10. místo Omloop Het Nieuwsblad
2023
Národní šampionát
3. místo silniční závod
Renewi Tour
4. místo celkově
Kolem Belgie
5. místo celkově
Mistrovství světa
6. místo silniční závod
7. místo Kampioenschap van Vlaanderen
10. místo Milán – San Remo
10. místo Kuurne–Brusel–Kuurne
2024
2. místo E3 Saxo Bank Classic
Kolem Belgie
5. místo celkově
7. místo Omloop Het Nieuwsblad
8. místo Milán – San Remo
10. místo Kuurne–Brusel–Kuurne
Tour de France
 cena bojovnosti po 9. etapě

### Výsledky na Grand Tours
| Grand Tour      | 2014 | 2015 | 2016 | 2017 | 2018 | 2019 | 2020 | 2021 | 2022 | 2023 | 2024 |
| --------------- | ---- | ---- | ---- | ---- | ---- | ---- | ---- | ---- | ---- | ---- | ---- |
| Giro d'Italia   | —    | —    | —    | 98   | —    | —    | —    | —    | —    | —    | 92   |
| Tour de France  | —    | —    | 99   | —    | 63   | 43   | 71   | 39   | 81   | 79   | 61   |
| Vuelta a España | 88   | DNF  | —    | —    | —    | —    | —    | —    | —    | —    |      |

### Výsledky na klasikách
| Monument                        | 2014                             | 2015                             | 2016                             | 2017                             | 2018                             | 2019                             | 2020                             | 2021                             | 2022                             | 2023                             | 2024                             |
| ------------------------------- | -------------------------------- | -------------------------------- | -------------------------------- | -------------------------------- | -------------------------------- | -------------------------------- | -------------------------------- | -------------------------------- | -------------------------------- | -------------------------------- | -------------------------------- |
| Milán – San Remo                | —                                | —                                | —                                | 39                               | 10                               | 79                               | —                                | 1                                | —                                | 10                               | 8                                |
| Kolem Flander                   | 61                               | 32                               | 118                              | 51                               | 7                                | 19                               | 26                               | 4                                | 50                               | 26                               | —                                |
| Paříž–Roubaix                   | 55                               | 49                               | 39                               | 4                                | 5                                | 27                               | NS                               | 25                               | 7                                | 20                               | —                                |
| Lutych–Bastogne–Lutych          | Nezúčastnil se během své kariéry | Nezúčastnil se během své kariéry | Nezúčastnil se během své kariéry | Nezúčastnil se během své kariéry | Nezúčastnil se během své kariéry | Nezúčastnil se během své kariéry | Nezúčastnil se během své kariéry | Nezúčastnil se během své kariéry | Nezúčastnil se během své kariéry | Nezúčastnil se během své kariéry | Nezúčastnil se během své kariéry |
| Giro di Lombardia               | —                                | —                                | DNF                              | —                                | —                                | —                                | —                                | —                                | —                                |                                  |                                  |
| Klasika                         | 2014                             | 2015                             | 2016                             | 2017                             | 2018                             | 2019                             | 2020                             | 2021                             | 2022                             | 2023                             | 2024                             |
| Omloop Het Nieuwsblad           | —                                | —                                | 9                                | 8                                | 4                                | 40                               | 1                                | 83                               | 10                               | 58                               | 7                                |
| Kuurne–Brusel–Kuurne            | —                                | —                                | 1                                | 2                                | 38                               | DNS                              | 5                                | 22                               | 15                               | 10                               | 10                               |
| E3 Harelbeke                    | DNF                              | —                                | 5                                | DNF                              | 6                                | 58                               | NS                               | 14                               | 15                               | 50                               | 2                                |
| Gent–Wevelgem                   | —                                | —                                | —                                | 46                               | 9                                | 17                               | 38                               | —                                | 4                                | 36                               | 41                               |
| Dwars door Vlaanderen           | 33                               | —                                | 20                               | —                                | 10                               | 14                               | NS                               | 10                               | —                                | 34                               | DNF                              |
| Bretagne Classic                | —                                | —                                | 47                               | DNF                              | —                                | —                                | —                                | 7                                | —                                | —                                |                                  |
| Grand Prix Cycliste de Québec   | —                                | —                                | 50                               | 18                               | 3                                | 5                                | Nejelo se                        | Nejelo se                        | 76                               | —                                |                                  |
| Grand Prix Cycliste de Montréal | —                                | —                                | 12                               | 14                               | 14                               | 29                               | Nejelo se                        | Nejelo se                        | 62                               | —                                |                                  |
| Paříž–Tours                     | 37                               | 101                              | —                                | —                                | —                                | —                                | —                                | 3                                | —                                |                                  |                                  |

| —   | Nezúčastnil se |
| DNF | Nedokončil     |
| NS  | Nejelo se      |